# Idranencefalia
L'idranencefalia è una forma gravissima di porencefalia, in cui gli emisferi cerebrali sono quasi completamente assenti. Comunemente il cervelletto e il tronco encefalico sono normali e i nuclei della base sono intatti. Anche le meningi, le ossa della scatola cranica e il cuoio capelluto sono normali.
Nell'idranencefalia, la formazione di cisti è solitamente causata da una massiccia interruzione dell'afflusso di sangue agli emisferi in via di sviluppo dopo la 12ª settimana di gravidanza. L'afflusso di sangue viene interrotto dagli ictus bilaterali dei grandi vasi nell'utero. Il cranio di un bambino affetto non ha difetti in questo caso, ed esternamente il bambino può apparire normale. Il bambino può essere capace di normali movimenti riflessi infantili, come suzione e presa, ma non progredisce ulteriormente nello sviluppo.
L'esame neurologico è di solito anormale; spesso i bambini presentano crisi epilettiche e disabilità intellettive profonde. Nella migliore delle ipotesi, le persone con vera idranencefalia sono in grado di sostenere le funzioni vitali, come la respirazione, e sono in grado di reagire alla stimolazione dolorosa, ma la loro capacità di interagire con gli altri o assumere i bisogni personali è molto limitata. Anche se la testa può apparire normale, quando viene transilluminata, la luce passa completamente attraverso.
Di solito la diagnosi di idranencefalia avviene in seguito a un'ecografia prenatale. L'ecografia transfontanellare o la TC confermano la diagnosi.
La terapia dell'idranencefalia è soltanto sintomatica, con derivazione ventricolare solo nel caso in cui la crescita del cranio è eccessiva.